# 포르투갈 왕정복고 전쟁
포르투갈 왕정복고 전쟁(포르투갈어: Guerra da Restauração; 스페인어: Guerra de Restauración portuguesa)은 포르투갈과 합스부르크 스페인 사이에서 벌어진 전쟁으로, 1640년 포르투갈 혁명으로 시작되어 1668년 리스본 조약으로 끝나 이베리아 연합이 공식적으로 종식되었다. 역사적으로는 아클라마상 전쟁(포르투갈어: Guerra da Aclamação)으로도 알려져 있다.
1640년부터 1668년까지의 기간은 포르투갈과 스페인 간의 간헐적인 국경 분쟁과 비이베리아 세력과의 복잡한 관계로 인해 때때로 더 심각한 전쟁으로 특징지어졌다. 스페인은 1648년까지 30년 전쟁에, 1659년까지 프랑스-스페인 전쟁에 얽혀 있었고, 포르투갈은 1663년까지 네덜란드-포르투갈 전쟁에 연루되어 있었다.
17세기 이후 포르투갈과 다른 지역에서는 이 산발적인 분쟁 기간을 단순히 아클라마상 전쟁이라고 불렀다. 이 전쟁은 브라간사가를 포르투갈의 새로운 지배 왕조로 확립시켰으며, 1580년 포르투갈 왕위 계승 위기 이후 동군연합으로 포르투갈 왕권을 통합했던 합스부르크가를 대체했다.

## 혁명으로 이어진 사건들

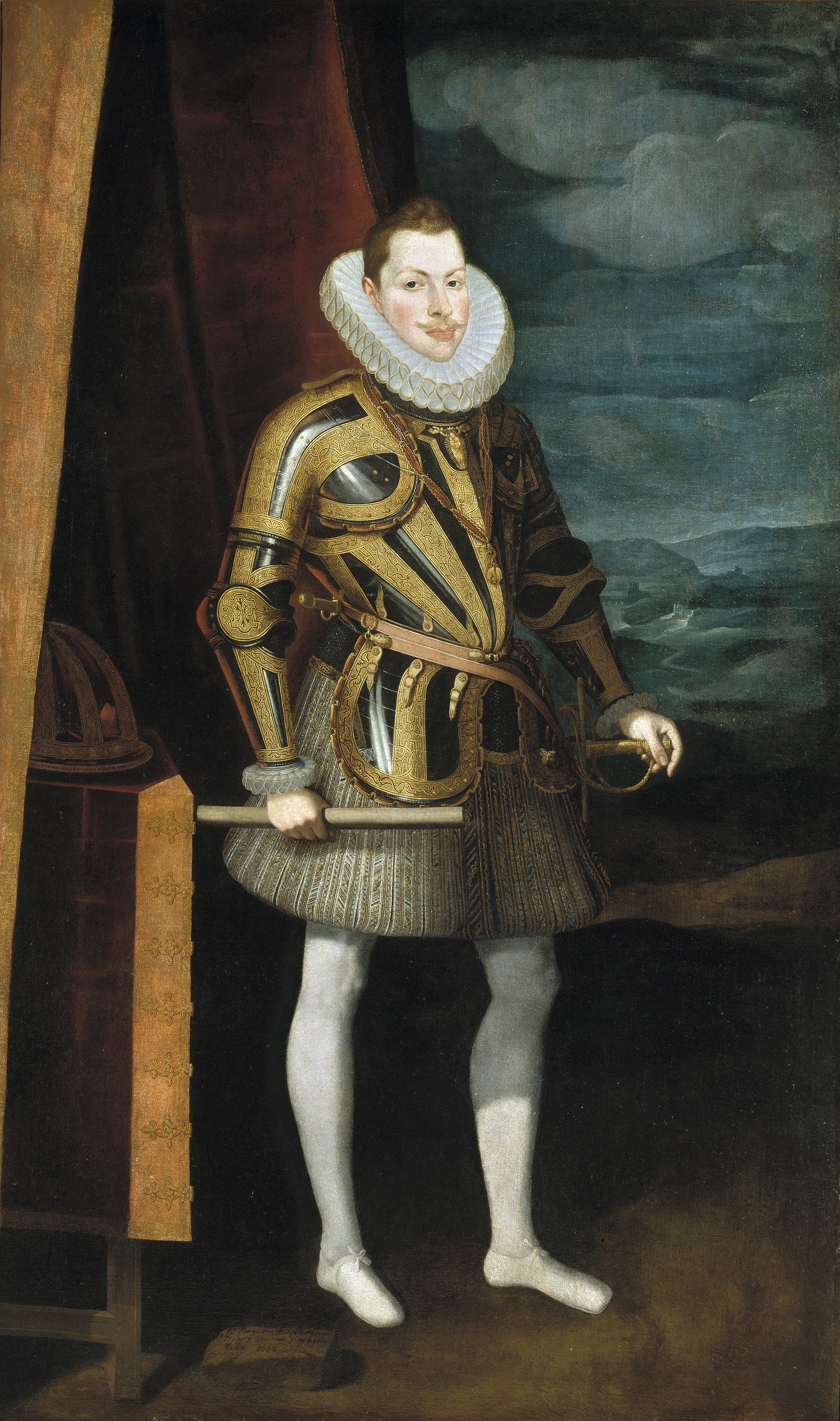
포르투갈의 펠리페 2세 (스페인의 펠리페 3세).

펠리페 3세가 1621년 사망했을 때, 그의 뒤를 이어 그의 아들 펠리페 4세가 즉위했으며, 그는 포르투갈 문제에 대해 다른 접근 방식을 취했다. 포르투갈 상인들은 더 높은 세금을 납부하게 되었고, 포르투갈 귀족들은 스페인 코르테스에서의 영향력을 잃기 시작했으며, 스페인인들이 포르투갈 정부의 직책을 점차 차지하게 되었다.
또한 스페인은 네덜란드 독립 전쟁 동안 네덜란드 공화국의 독립을 억압하려는 노력에 포르투갈을 끌어들였다. 이에 대응하여 네덜란드는 네덜란드-포르투갈 전쟁으로 알려진 기간 동안 포르투갈 식민지와 전초 기지를 체계적으로 공격하여 약탈하거나 점령했다. 특히 30년 전쟁에서 자국 제국을 방어하는 데 스페인이 몰두하면서 아시아와 브라질의 포르투갈 이권은 방치되었다.
상황은 1640년 12월 1일, 최초의 "이중 군주"인 펠리페 2세가 즉위한 지 60년 만에 귀족과 부르주아지가 조직한 혁명으로 절정에 달했다. 이 음모는 안탕 바스 드 알마다, 미겔 드 알메이다 그리고 주앙 핀투 히베이루가 계획했다. 그들은 몇몇 동지들과 함께 40인의 음모자로 알려졌으며, 미겔 데 바스콘셀로스 국무장관을 살해하고, 그의 이름으로 포르투갈을 통치하고 있던 국왕의 사촌인 사보이아의 마르가리타를 투옥시켰다. 펠리페의 군대는 당시 30년 전쟁을 벌이고 있었으며, 카탈루냐 군주국에서 일어난 수확자 전쟁으로 알려진 혁명에도 직면하고 있었다.
사람들의 지지는 거의 즉시 명백해졌고, 몇 시간 만에 펠리페 3세의 셋째 사촌인 브라간사 공작 주앙이 포르투갈의 주앙 4세로 추대되었다. 이 소식은 전국으로 빠르게 퍼져나갔다. 쿠데타 다음 날인 1640년 12월 2일, 주앙 4세는 국가의 주권자로서 에보라 시의회에 서한을 보냈다.
이후 스페인과의 갈등으로 포르투갈은 30년 전쟁의 주변 플레이어로 참전하게 되었다. 1641년부터 1668년까지 양국이 전쟁을 벌이는 동안, 스페인은 포르투갈을 군사적, 외교적으로 고립시키려 했고, 포르투갈은 정치적 동맹을 통해 독립을 유지하고 식민지 수입을 유지할 자원을 찾으려 했다.

## 전쟁 준비

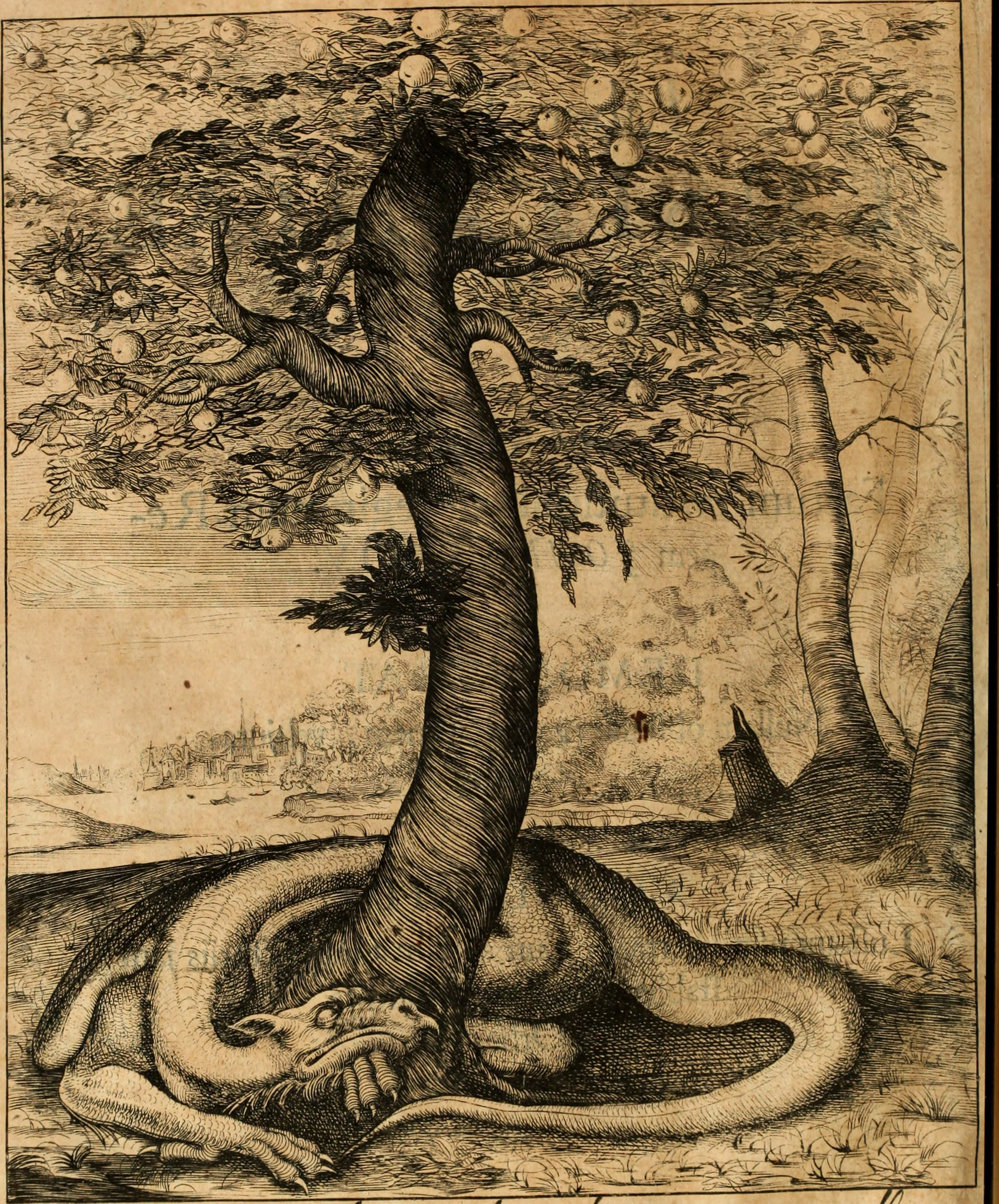
와이번, 포르투갈의 상징, 잠자는 척하면서 공격을 준비하는 모습, 루시타니아 리베라타 아브 인유스토 카스텔라노룸 도미니오, 1645년.

포르투갈 왕위를 계승한 직후, 주앙 4세는 자신의 입지를 강화하기 위한 여러 조치를 취했다. 1640년 12월 11일, 모든 작전을 조직하기 위한 '전쟁 위원회'가 창설되었다. 다음으로 국왕은 국경 근처의 요새, 리스본의 가상 방어, 주둔지 및 항구를 관리하기 위한 '국경 위원회'를 창설했다.
1년 후인 1641년 12월, 그는 모든 국경 요새가 업그레이드되고 그 개선이 지역 세금으로 충당될 수 있도록 세입 제도를 만들었다. 그는 또한 군대를 조직하고 '세바스티앙 국왕의 군법'을 재정립했으며, 영국과의 좋은 관계를 회복하는 데 중점을 둔 외교 캠페인을 시작했다.
몇 차례 작은 승리를 거둔 후 주앙은 빠르게 평화를 이루려 했다. 그러나 펠리페가 포르투갈의 새로운 지배 왕조를 인정해야 한다는 그의 요구는 그의 아들 아폰수 6세의 통치 시기, 즉 그의 또 다른 아들이자 후에 페드루 2세 (포르투갈)가 된 베자 공작 페드루의 섭정 기간에야 비로소 충족되었다. 스페인과의 대립은 28년간 지속되었다.

## 배경: 유럽 강대국 간의 관계

### 프랑스와 스페인 간의 관계

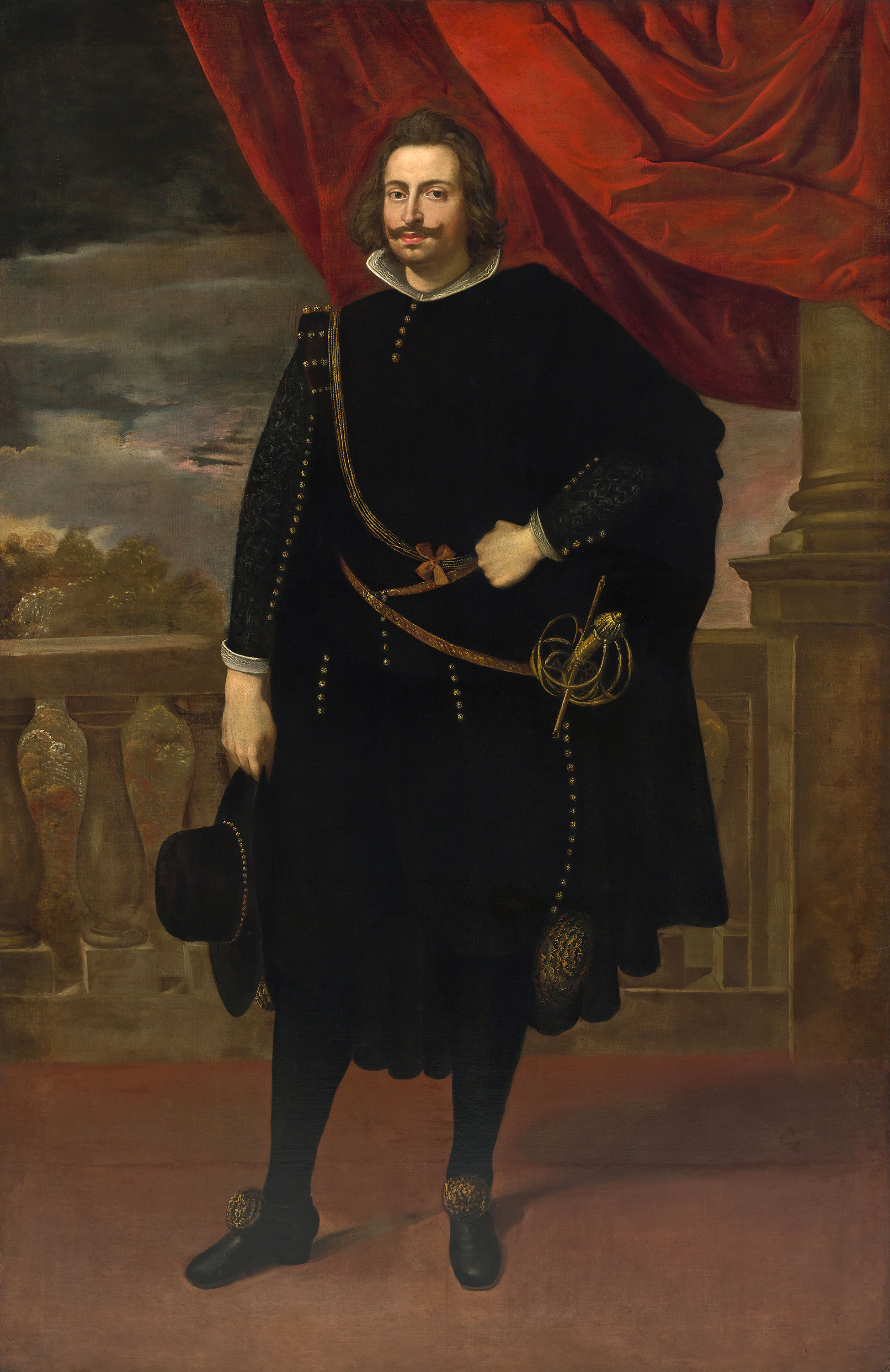
브라간사 공작 주앙 2세는 왕정복고 전쟁을 치르고 주앙 4세로 추대되었다.

루이 13세의 수석 고문인 리슐리외 추기경은 프랑스가 어려운 상황에 처해 있다는 사실을 충분히 인지하고 있었다. 루이는 당시 스페인과 전쟁 중이었고, 마드리드의 지원과 자금으로 프랑스 내부의 반란을 통제해야 했으며, 세 개의 다른 전선에서 스페인 합스부르크 군대와 싸우기 위해 프랑스 군대를 보내야 했다. 피레네산맥에 국경을 접하고 있을 뿐만 아니라, 펠리페 4세, 즉 포르투갈의 펠리페 3세는 프랑스 북부와 동부의 플란데런과 프랑슈콩테에서 다양한 칭호로 통치했다. 또한 펠리페 4세는 이탈리아의 광대한 영토를 통제하고 있었으며, 그는 원할 때 프랑스 통제하의 사부아를 공격하여 네 번째 전선을 형성할 수 있었다.
스페인은 아쿼버스의 도입과 "스페인 학교"라고 불리는 전술로 유럽에서 가장 강력한 군사력을 가졌다는 명성을 누렸지만, 30년 전쟁으로 그 명성과 전술은 퇴색되었다. 그럼에도 불구하고 노련한 정치가 리슐리외는 펠리페 4세가 자국의 내부 문제에 집중하도록 만들기로 결정했다. 프랑스를 포위하고 있는 스페인 군대를 분산시키기 위해 루이 13세는 리슐리외의 조언에 따라 주앙의 주장을 아클라마상 전쟁 동안 지지했는데, 이는 포르투갈과의 전쟁이 스페인의 자원과 인력을 소모시킬 것이라는 계산 때문이었다.

### 포르투갈과 프랑스 간의 관계
포르투갈과 프랑스의 공동 외교 정책 이익을 충족시키기 위해 양국 간의 동맹 조약이 1641년 6월 1일 파리에서 체결되었다. 이 조약은 리슐리외의 비공식 외무장관 후임자인 마자랭 추기경이 조약을 파기하고 포르투갈 및 카탈루냐 동맹국을 버리고 마드리드와 단독 평화를 체결하기 전까지 18년간 지속되었다. 피레네 조약은 1659년에 체결되었다. 이 조약의 조건에 따라 프랑스는 카탈루냐 군주국의 피레네산맥 북부 지역인 루시용과 세르다냐의 일부 (프랑스 세르다냐)를 얻었다. 포르투갈에 가장 중요한 것은 프랑스가 펠리페 4세를 포르투갈의 합법적인 국왕으로 인정했다는 점이다.
7년 후, 포르투갈 왕정복고 전쟁의 후반기에 양국 관계는 젊지만 병약했던 아폰수 6세가 프랑스 공주 마리 프랑수아즈 드 네무르와 결혼할 정도로 개선되었다.

### 포르투갈과 네덜란드 공화국 간의 관계
리스본 혁명(1640년 12월 1일) 당시 포르투갈은 거의 40년 동안 네덜란드와 전쟁 중이었다. 상당 부분의 갈등은 스페인과 네덜란드 공화국이 동시에 80년 전쟁 (1568–1648)에 참여하고 있었고, 1602년 포르투갈과 네덜란드 공화국 간의 적대 행위가 발발한 이후 포르투갈이 스페인 군주의 통치를 받았다는 사실에 기인한다.
네덜란드-포르투갈 전쟁은 거의 전적으로 해외에서 벌어졌으며, 네덜란드의 상업 대리인인 네덜란드 동인도 회사와 네덜란드 서인도 회사는 아메리카, 아프리카, 인도, 극동의 포르투갈 식민지 영토를 반복적으로 공격했다. 포르투갈은 내내 방어적인 입장이었고, 스페인으로부터 군사적 도움을 거의 받지 못했다.
주앙 4세 즉위 이후, 네덜란드인들이 앙골라 (1648년), 상투메 (1649년), 브라질 (1654년)에서 최종적으로 추방될 때까지 포르투갈 제국 전역에서 이러한 패턴이 지속되었다. 네덜란드는 포르투갈과 유럽 휴전 협정을 맺어 공동의 적 스페인에 맞서 서로 약간의 도움을 주었다. 네덜란드는 세투발의 소금 공장에서 소금을 다시 사기 시작하여, 합스부르크가의 스페인 지부(이들에 대항하여 네덜란드인들이 반란 중이었다)가 포르투갈 왕위를 차지했던 1580년 이후 처음으로 양국 간의 상업이 재개되었다. 그러나 네덜란드의 포르투갈 영토 공격은 1661년 헤이그 조약 (1661년) 체결 이후에도 1663년까지 지속되었다.

### 포르투갈과 잉글랜드 간의 관계

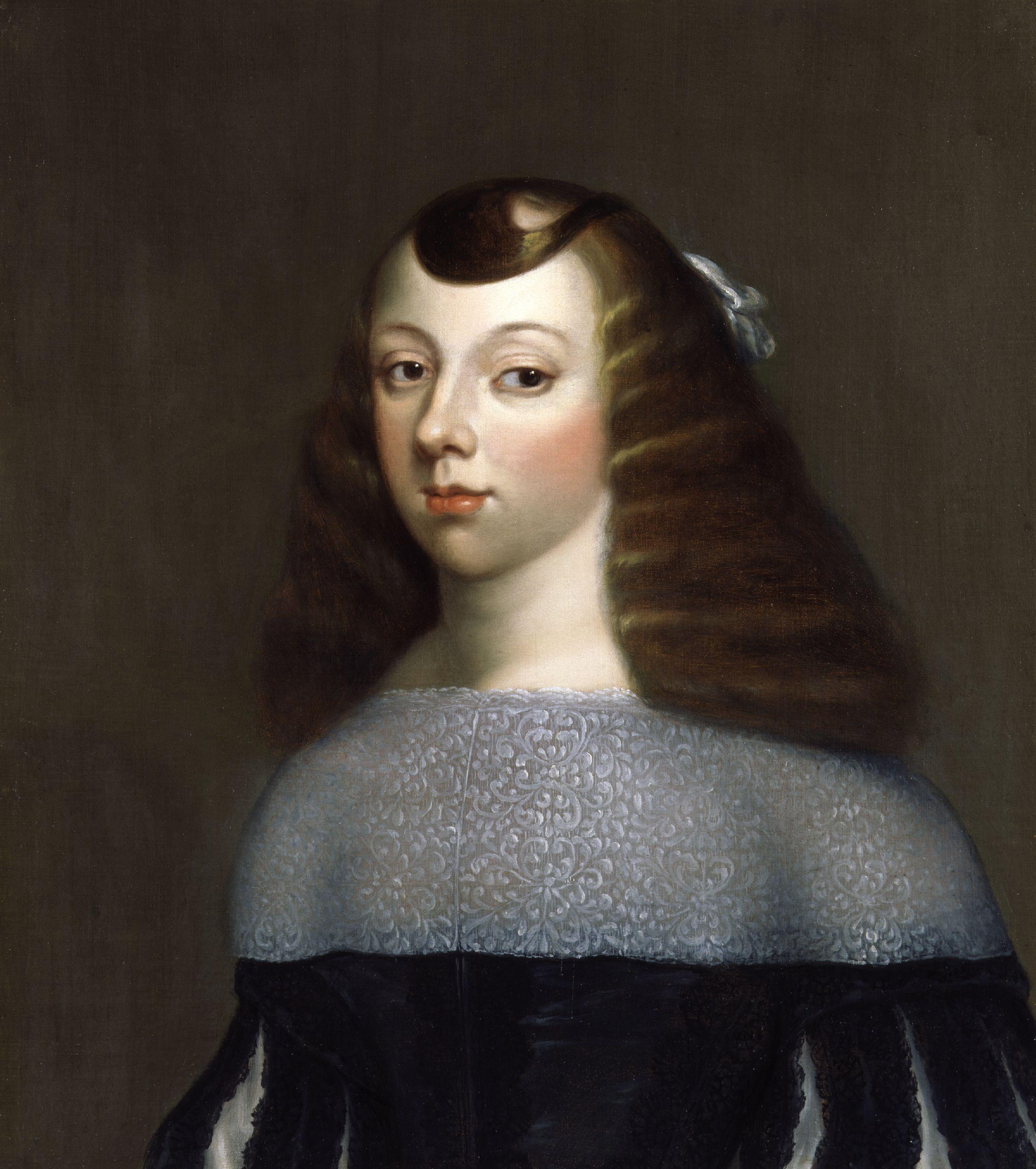
카타리나 드 브라간사, 잉글랜드, 스코틀랜드, 아일랜드의 왕비가 되기 전, c. 1660–1661.

잉글랜드는 당시 잉글랜드 내전에 휩싸여 있었다. 잉글랜드와의 관계에서 포르투갈의 문제는 잉글랜드 의회가 반왕당파 전쟁을 벌여 승리하는 동안에도 포르투갈 왕실은 잉글랜드의 왕자들과 귀족들을 계속해서 받아들이고 인정했다는 사실에서 비롯되었다. 찰스 1세를 폐위시킨 공화정부가 잉글랜드, 아일랜드, 스코틀랜드를 통치했던 짧은 잉글랜드 공화국 시기에도 긴장된 관계는 지속되었다.
스튜어트 왕조의 복원 이후, 포르투갈은 잉글랜드와의 동맹을 갱신함으로써 프랑스 지원 부족을 보충할 수 있게 되었다. 해체된 신모범군에서 숙련된 병사들과 장교들을 활용할 수 있었기 때문이다. 이는 1662년 찰스 2세와 아폰수 6세의 누이인 카타리나 드 브라간사 간의 왕실 결혼 형태로 이루어졌으며, 이는 스페인과의 갈등에서 포르투갈에 외부 지원을 보장했다. 잉글랜드 동맹은 30년 전쟁으로 소진되어 다른 유럽 강대국, 특히 재부상하는 잉글랜드와의 추가 전쟁을 원하지 않던 스페인과의 평화에 기여했다.

## 전쟁의 결과
경제적으로, 포르투갈의 독립 회복은 상업 제국주의의 선구자들이 계획했던 경로를 추구할 수 있는 자유를 주었다. 17세기에는 경제가 주로 담배와 설탕의 중계 무역과 소금 수출에 의존했다. 18세기에는 주력 상품이 버려지지 않았음에도 불구하고, 포르투갈 경제는 노예, 금, 가죽, 그리고 와인에 더 기반을 두게 되었다. 리스본의 번잡한 항구에 집중된 포르투갈 무역은 영국-네덜란드 자본주의와 브라질의 식민지 경제에 가장 큰 영향을 받았다.
섭정 왕자의 경제 고문이었던 에리세이라 백작 루이스 데 메네제스는 플랑드르 모델을 기반으로 한 자국 섬유 산업의 발전을 주장했다. 양떼와 깨끗한 산물을 쉽게 구할 수 있는 포르투갈 중부 지역인 코빌량에 공장이 설립되었지만, 현지 소비자들과 전통 직조공들 모두에게 매우 인기가 없었다. 한편, 포르투갈의 비단 산업 발전 노력은 그 시장을 독점하려던 프랑스에 의해 좌절되었다.
더 중요하게는, 1668년 이후 포르투갈은 서유럽, 특히 프랑스와 잉글랜드와의 지적 유대를 점점 더 강화했으며, 이는 이베리아적 뿌리에서 벗어나 스페인으로부터의 문화적, 정치적 독립으로의 전환을 의미했다. 스페인 침공에 대한 두려움은 포르투갈 민족주의를 강화하고 스페인과 스페인적인 것으로 인식되는 모든 것에 대한 적대감을 부추기는 강력한 도구로 남아있었고, 독립은 카스티야의 영향력에 대한 저항과 동의어가 되었다.
극동의 포르투갈 식민지인 마카오는 전체 점령 기간 동안 포르투갈 군주에게 충성했다. 그리하여 1654년 주앙 4세는 "신의 이름으로 명명된 도시, 마카오, 그보다 더 충성스러운 곳은 없다(Cidade do Nome de Deus, Macau, Não Há Outra Mais Leal)"라는 칭호를 수여했다.

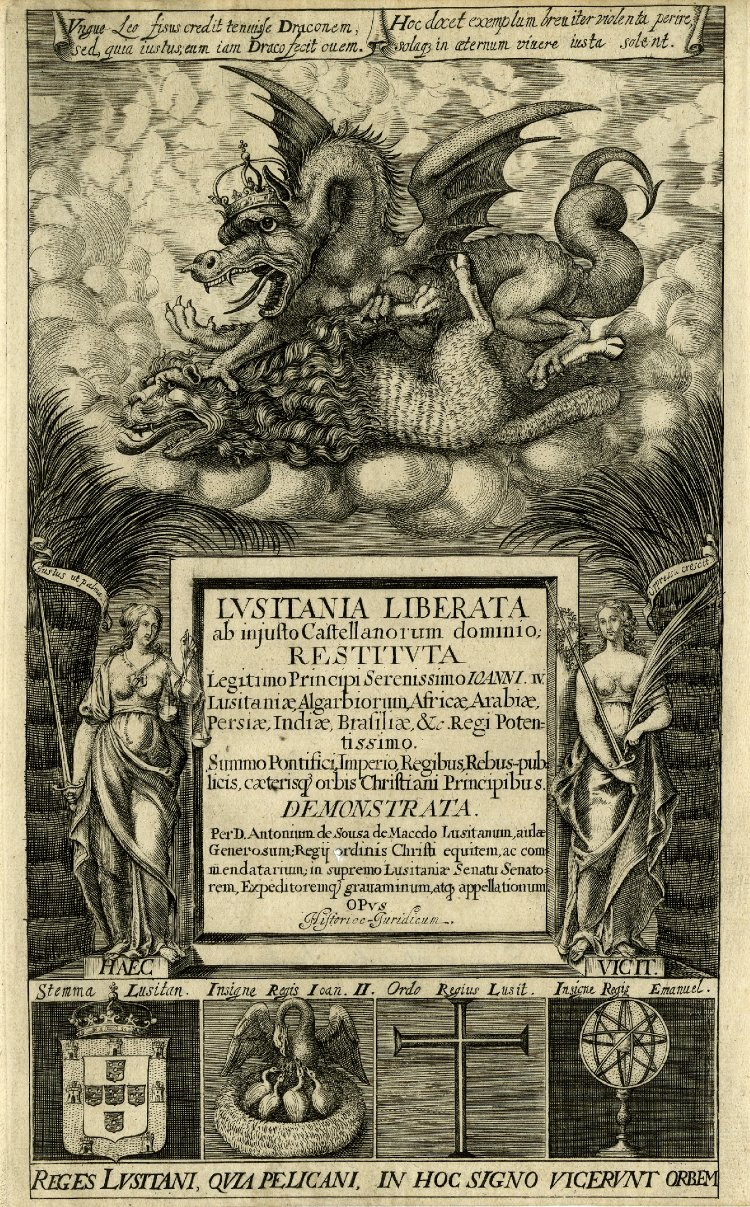
1645년에 묘사된 와이번, 포르투갈의 상징, 전쟁에서 포르투갈의 승리를 상징하는 비유로 스페인 사자를 물리치는 모습.
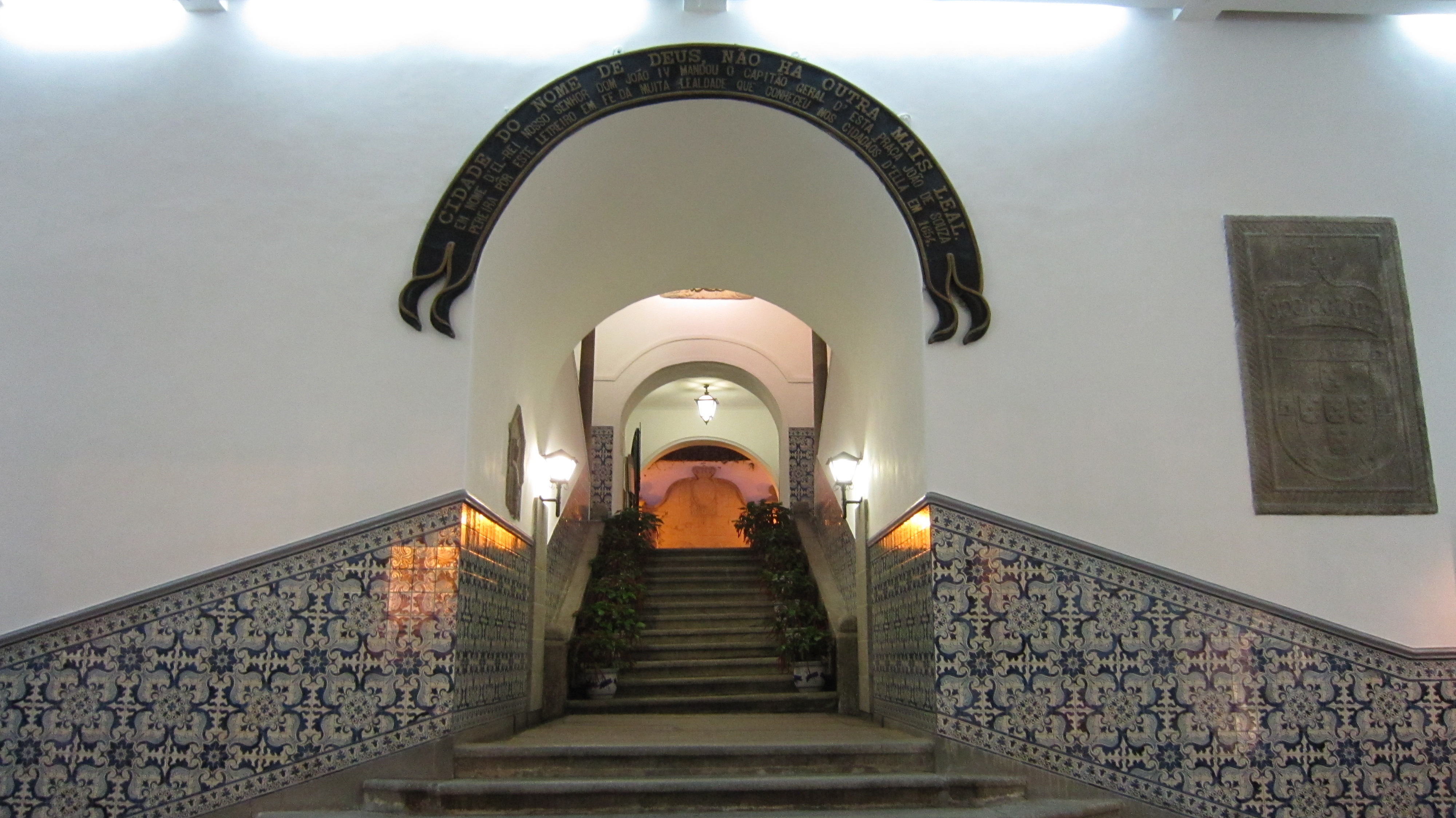
마카오 민정총서대루 내부 계단, 도시의 이름, 칭호 및 영예가 새겨진 명판이 있다.

## 같이 보기
- 1580년 포르투갈 왕위 계승 위기
- 복원자 기념비
- 레스토라도레스 광장

## 내용주
1. ↑  사부아에서는 크리스틴 마리 드 프랑스가 어린 아들 카를로 에마누엘레 2세 디 사보이아 공작을 대신하여 섭정으로 활동하고 있었다.

### 인용
1. ↑  Anderson, pg 131
2. ↑  Treaty of alliance between France and Portugal concluded at Paris, June 1, 1641. Davenport, Frances Gardiner: European Treaties Bearing on the History of the United States and Its Dependencies to 1648. Clark, New Jersey: The Lawbook Exchange, Ltd., 2012. ISBN 9781584774228, pp. 324-328
3. ↑  Glete 2002, 176쪽.
4. ↑  Pinzelli 2020, 151쪽.
5. ↑  “Guerra da Aclamação”. 《Infopédia》. 2024년 4월 22일에 확인함.
6. ↑  Torgal 1981, 69–85쪽
7. ↑  Treasure 1990, 337쪽.
8. 1 2  Riley 2014, 24쪽.
9. ↑  Riley 2014, 27쪽.
10. 1 2  Riley 2014, 31쪽.
11. ↑  Riley 2014, 36쪽.
12. ↑  Treasure 1990, 338–339쪽.
13. ↑  Wheeler 1978, 6쪽.
14. ↑  “Step onto Senado Square and into the past: Walking tours bring Macau's Chinese, Portuguese history in focus”. 사우스 차이나 모닝 포스트.